# Бани (Удмуртия)
Бани — деревня в Кезском районе Удмуртии. Входит в Чепецкое сельское поселение.

## География
Деревня расположена на берегу реки Пызеп, недалеко от места её впадения в Чепцу.

## История
Ранее на месте, где стоит деревня, рос густой лес, через который проходила северная ветка Сибирского тракта, соединявшаяся с южной веткой в удмуртском селе Зура. В середине XVIII века на тракте начали поднимать насыпь, строить гужевую дорогу от уездного города Глазова через Чепцу и Пызеп до села Полом и далее через Зуру в Дебёсы, а на месте будущей деревни Бани начали наводить гать — рубили нетолстые еловые деревья и настилали их поперёк дороги, делая дренаж — фашинник. Этот фашинник засыпали песком и гравием, тщательно трамбовали, а затем укатывали под будущий Сибирский тракт.
Непосредственно основание деревни в 1811 году местные краеведы связывают с указом императора Александра I об основании Банинского починка. Дело в том, что на Сибирском тракте не было не одного помывочного пункта для следующих по этапу каторжан. Именно местом, где этапируемые мылись во время долгой дороги в Сибирь, и стал Банинский починок. Деревня была основана переселенцами с вятских земель, которые носили фамилии Ворончихиных, Поскрёбышевых и Кощеевых.

## Известные люди
В 1930 году в деревне родился поэт, очеркист, прозаик, публицист О. А. Поскрёбышев.